# Aitana Sánchez-Gijón
Aitana Sánchez-Gijón de Angelis (Roma, 5 de novembre de 1968) és una actriu de cinema, teatre i televisió hispanoitaliana.

## Biografia
El seu pare, Ángel Sánchez-Gijón Martínez (1934-2007) va ser catedràtic d'història i traductor espanyol i la seva mare, Fiorella de Angelis, professora italiana de matemàtiques. Té un germà petit, Eloy, que és músic.
El seu nom va ser pres d'Aitana, la filla de Rafael Alberti (qui li va dedicar un poema, "Aitana, niña nueva") i de María Teresa León, i va ser aquesta filla la seva padrina de baptisme. També és cosina de Pablo Carbonell.
Va debutar en televisió en la sèrie Segunda enseñanza, de Pedro Masó, amb setze anys. Després va fer petits papers al teatre (La gran pirueta, 1986, de José Luis Alonso de Santos) i al cinema, fins que va arribar la pel·lícula que la va donar a conèixer, Bajarse al moro, de Fernando Colomo (1988). El seu primer paper protagonista va ser a Vientos de cólera de Pedro de la Sota, que li va valer el premi Paco Rabal a la millor actriu en la Setmana del Cinema Espanyol de Múrcia.
Una carrera que es va veure consolidada nacional i internacionalment en la dècada dels noranta amb treballs com a Boca a boca, de Manuel Gómez Pereira; El pájaro de la felicidad, de Pilar Miró; o Celos, de Vicente Aranda, entre d'altres. Anys després van anar-se sumant títols a la llista com Un paseo por las nubes, d'Alfonso Arau; La camarera del Titanic, de Bigas Lluna; o Volaverunt, paper que la va alçar amb el premi a la millor actriu en el Festival de Cinema de Sant Sebastià.
El 1999 va ser nomenada presidenta de l'Acadèmia de les Arts i les Ciències Cinematogràfiques d'Espanya substituint José Luis Borau. El 1995 va ser sens dubte el seu any més prolífic, en tenir en cartellera quatre pel·lícules i una sèrie de televisió: Baltasar el castrado, Boca a boca, La ley de la frontera, Un paseo por las nubes amb Keanu Reeves i La regenta, a més d'estrenar l'obra de teatre La gata sobre el tejado de zinc, de Tennessee Williams, al costat de Carmelo Gómez, que seria substituït més tard per Toni Cantó. Ha repetit amb Carmelo Gómez, a La carta esférica, pel·lícula d'Imanol Uribe segons una novel·la d'Arturo Pérez-Reverte i a Oviedo Express.
Des de la dècada de 1990 té la seva pròpia companyia de teatre denominada Strion. En l'àmbit televisiu, destaquen les seves interpretacions a les sèries La Regenta i La viuda valenciana, ambdues de TVE, i el seu paper de Donya Blanca a Velvet, sèrie d'Antena 3.

## Trajectòria professional

### Cinema
| Any  | Pel·lícula                                    | Director              |
| ---- | --------------------------------------------- | --------------------- |
| 2014 | El club de los incomprendidos                 | Carlos Sedes          |
| 2011 | Maktub                                        | Paco Arango           |
| 2011 | Gli sfiorati                                  | Matteo Rovere         |
| 2009 | La escarcha (The frost)                       | Ferran Audí           |
| 2008 | Háblame de amor                               | Silvio Muccino        |
| 2007 | Oviedo Express                                | Gonzalo Suárez        |
| 2007 | La carta esférica                             | Imanol Uribe          |
| 2006 | Bosque de sombras                             | Koldo Serra           |
| 2006 | Animals ferits                                | Ventura Pons          |
| 2004 | El maquinista                                 | Brad Anderson         |
| 2004 | La puta y la ballena                          | Luis Puenzo           |
| 2002 | No tengo miedo                                | Gabriele Salvatores   |
| 2001 | Mi dulce                                      | Jesús Mora Gama       |
| 2001 | Hombres felices                               | Roberto Santiago      |
| 2000 | Sin dejar huella                              | María Novaro          |
| 1999 | Celos                                         | Vicente Aranda        |
| 1999 | Volavérunt                                    | Bigas Luna            |
| 1999 | Yerma                                         | Pilar Távora          |
| 1999 | Ruleta                                        | Roberto Santiago      |
| 1998 | Y llegó el amor                               | Juan José Campanella  |
| 1997 | Sus ojos se cerraron y el mundo sigue andando | Jaime Chávarri        |
| 1997 | La camarera del Titanic                       | Bigas Luna            |
| 1995 | Un paseo por las nubes                        | Alfonso Arau          |
| 1995 | La ley de la frontera                         | Adolfo Aristarain     |
| 1995 | Boca a boca                                   | Manuel Gómez Pereira  |
| 1995 | La leyenda de Balthasar el Castrado           | Juan Miñón            |
| 1993 | El pájaro de la felicidad                     | Pilar Miró            |
| 1992 | El marido perfecto                            | Beda Docampo Feijóo   |
| 1992 | Havanera 1820                                 | Antoni Verdaguer      |
| 1991 | El laberinto griego                           | Rafael Alcázar        |
| 1989 | El mar y el tiempo                            | Fernando Fernán Gómez |
| 1988 | Bajarse al moro                               | Fernando Colomo       |
| 1988 | No hagas planes con Marga                     | Rafael Alcázar        |
| 1988 | Vientos de cólera                             | Pedro de la Sota      |
| 1987 | Remando al viento                             | Gonzalo Suárez        |
| 1987 | Jarrapellejos                                 | Antonio Giménez-Rico  |
| 1986 | Romanza final (Gayarre)                       | José María Forqué     |

### Televisió
| Any             | Sèrie                                         | Director                |
| --------------- | --------------------------------------------- | ----------------------- |
| 2014-actualitat | Galerías Velvet                               | Carlos Sedes            |
| 2010            | La viuda valenciana                           | Carlos Sedes            |
| 2004            | Los 80                                        | Fernando Colomo         |
| 2003            | Carta mortal                                  | Eduard Cortés           |
| 1995            | La regenta                                    | Fernando Méndez Leite   |
| 1994-1995       | Días de cine (presentadora)                   | Antonio Gasset          |
| 1993            | La mujer de tu vida 2: la mujer impuntual     | Jaime Botella           |
| 1993            | Moscacieca                                    | Mario Caiano            |
| 1991            | El Quijote de Miguel de Cervantes             | Manuel Gutiérrez Aragón |
| 1990            | La huella del crimen 2: El crimen de Perpiñán | Rafael Moleón           |
| 1987            | Casanova                                      | Simon Langton           |
| 1986            | Segunda enseñanza                             | Pedro Masó              |

### Teatre
| Any       | Representació                   | Director               | Repartiment                                                          |
| --------- | ------------------------------- | ---------------------- | -------------------------------------------------------------------- |
| 2016      | La rosa tatuada                 | Carme Portacelli       | Roberto Enríquez                                                     |
| 2015      | Medea                           | Andrés Lima            | Laura Galán, Andrés Lima, Joana Gomila                               |
| 2015      | Los cuentos de la peste         | Joan Ollé              | Mario Vargas Llosa, Pedro Casablanc Marta Poveda, Óscar de la Fuente |
| 2013      | Capitalismo                     | Juan Cavestany         | Silvia Marsó, Nathalie Poza                                          |
| 2013      | La chunga                       | Joan Ollé              | Asier Etxeandia, Irene Escolar, Jorge Calvo                          |
| 2012      | Babel                           | Tamzin Townsend        | Jorge Bosch, Pilar Castro y Pedro Casablanc                          |
| 2011      | Santo                           | Ernesto Caballero      | José Luis Esteban                                                    |
| 2008-2010 | Un Dios salvaje                 | Tamzin Townsend        | Maribel Verdú, Pere Ponce y Antonio Molero                           |
| 2006      | Odiseo y Penélope               | Joan Ollé              |                                                                      |
| 2006      | Cruel y tierno                  | Javier G. Yagüe        |                                                                      |
| 2002      | Les criades                     | Mario Gas              | Emma Suárez                                                          |
| 1995      | La gata sobre el tejado de zinc | Mario Gas              | Carmelo Gómez                                                        |
| 1993      | A puerta cerrada                | Miguel Narros          | Mercedes Sampietro                                                   |
| 1991      | Entre bobos anda el juego       | Ángel García Suárez    | Iñaki Miramón                                                        |
| 1988      | La Malquerida                   | Miguel Narros          | Ana Marzoa                                                           |
| 1988      | El hombre deshabitado           | Emilio Hernández       | José María Rodero                                                    |
| 1986      | La gran pirueta                 | José Luis Alonso Mañés | Manuel Galiana                                                       |

## Premis i candidatures
Festival Internacional de Cinema de Sant Sebastià
| Any  | Categoria                             | Pel·lícula | Resultat   |
| ---- | ------------------------------------- | ---------- | ---------- |
| 1999 | Conquilla de Plata a la millor actriu | Volavérunt | Guanyadora |

Premis Còndor de Plata
| Any  | Categoria                  | Pel·lícula                                    | Resultat |
| ---- | -------------------------- | --------------------------------------------- | -------- |
| 1999 | Millor actriu protagonista | Sus ojos se cerraron y el mundo sigue andando | Nominada |

Fotogramas de Plata
| Any  | Categoria                  | Treball                                                  | Resultat   |
| ---- | -------------------------- | -------------------------------------------------------- | ---------- |
| 2015 | Millor actriu de teatre    | Medea                                                    | Guanyadora |
| 2002 | Millor actriu de teatre    | Les criades                                              | Nominada   |
| 1999 | Millor actriu de cinema    | Celos Volavérunt Yerma                                   | Nominada   |
| 1998 | Millor actriu de cinema    | Sus ojos se cerraron y el mundo sigue andando            | Nominada   |
| 1997 | Millor actriu de cinema    | La camarera del Titanic                                  | Nominada   |
| 1996 | Millor actriu de teatre    | La gata sobre el tejado de zinc                          | Guanyadora |
| 1995 | Millor actriu de cinema    | Boca a boca La ley de la frontera Un paseo por las nubes | Nominada   |
| 1995 | Millor actriu de televisió | La Regenta                                               | Guanyadora |
| 1991 | Millor actriu de televisió | La huella del crimen 2: el crimen de Perpignan           | Nominada   |

Unió d'Actors
| Any  | Categoria                                      | Treball     | Resultat   |
| ---- | ---------------------------------------------- | ----------- | ---------- |
| 2015 | Millor actriu protagonista de teatre           | Medea       | Nominada   |
| 2013 | Millor actriu protagonista de teatre           | La chunga   | Nominada   |
| 1995 | Millor interpretació protagonista de cinema    | Boca a boca | Nominada   |
| 1995 | Millor interpretació protagonista de televisió | La Regenta  | Guanyadora |

Medalles del Cercle d'Escriptors Cinematogràfics
| Any  | Categoria     | Pel·lícula    | Resultat   |
| ---- | ------------- | ------------- | ---------- |
| 1993 | Millor actriu | Havanera 1820 | Guanyadora |

Festival Solidari de Cinema Espanyol de Càceres
| Any  | Categoria                                  | Pel·lícula | Resultat   |
| ---- | ------------------------------------------ | ---------- | ---------- |
| 2012 | Premi Sant Pancraç a la millor actriu 2011 | Maktub     | Guanyadora |

Premis Max
| Any  | Categoria                  | Treball | Resultat   |
| ---- | -------------------------- | ------- | ---------- |
| 2015 | Millor actriu protagonista | Medea   | Guanyadora |

Premis Ceres
| Any  | Categoria                  | Muntatge | Resultat   |
| ---- | -------------------------- | -------- | ---------- |
| 2015 | Millor actriu protagonista | Medea    | Guanyadora |

Altres
- Premi Francisco Rabal a la millor actriu per Viento de cólera (1998).
- Premi ACE (Nova York) a la millor actriu per Boca a boca (1997).
- Premi Barcelona a la millor actriu per El maquinista (2004).
- Medalla d'Or de l'Acadèmia de les Arts i les Ciències Cinematogràfiques d'Espanya (2015).[6]
- Nominada als premis Valle Inclán de teatre per Cruel y tierno (2006).
- Nominada als premis Valle Inclán de teatre per Un dios salvaje (2008).
- Nominada als premis Valle Inclán de teatre per Santo (2011).
- Nominada als premis Valle Inclán de teatre per La chunga (2013).
- Guanyadora dels premis Valle Inclán de teatre per Medea (2015).
- Nominada als premis Mayte (1993)
- Nominada als premis Mayte (2002)
- Nominada als premis Mayte per Un dios salvajee (2008).
- Nominada als premis Ercilla de teatre com a millor intèrpret femenina per Un dios salvaje (2009).
- Guanyadora en els premis Ercilla de Teatre com a millor intèrpret femenina per Medea (2015).
- Medalla d'Or de l'Acadèmia de Cinema (2015)
- Premio Ciutat de Huelva del Festival Iberoamericà de Huelva per la seva trajectòria professional (2015)